# Sobre el equilibrio de las substancias heterogéneas

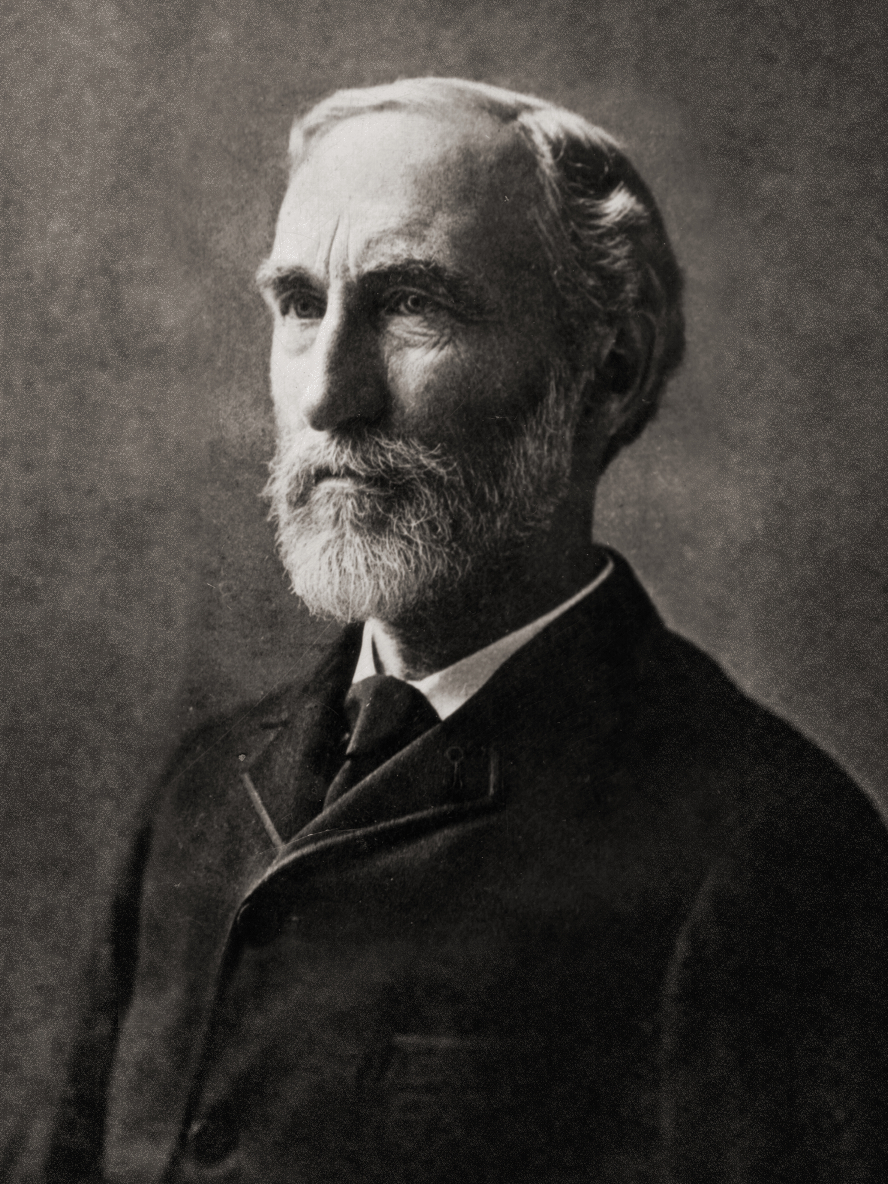
Josiah Willard Gibbs, autor de Sobre el equilibrio de las substancias heterogéneas.

En la historia de la termodinámica, Sobre el equilibrio de las substancias heterogéneas (del inglés: On the Equilibrium of Heterogeneous Substances), conocido comúnmente como Equilibrio,  es una publicación de 300 páginas escrita por el ingeniero matemático estadounidense Josiah Willard Gibbs. Es uno de los documentos fundadores de la termodinámica, junto con el documento de 1882 del físico alemán Hermann von Helmholtz, Termodinámica de los procesos químicos (en alemán: Thermodynamik chemischer Vorgänge). Juntos forman el fundamento de la termodinámica química, así como una gran parte de la fisicoquímica.
El Equilibrio de Gibbs marcó el principio de la termodinámica química mediante la integración de los fenómenos químicos, físicos, eléctricos y electromagnéticos en un sistema coherente. Introdujo conceptos como el potencial químico, la regla de las fases y otros, que forman la base de la fisicoquímica moderna. El escritor estadounidense Bill Bryson describe el Equilibrio como la principia de la termodinámica.
El Equilibrio fue publicado originalmente en una relativamente oscura revista estadounidense, Transacciones de la Academia de Connecticut (en inglés: Transactions of the Connecticut Academy), en varias partes, durante los años 1875 a 1878 (aunque la mayoría cita 1876 como el año clave). La obra se mantuvo casi desconocida hasta que fue traducida al alemán por Wilhelm Ostwald y al francés por Henry Le Châtelier.

## Reseña
Gibbs primero contribuyó a la física matemática con dos artículos publicados en 1873 en las Transacciones de la Academia de Connecticut sobre Métodos gráficos de la termodinámica de fluidos y Método de representación geométrica de las propiedades termodinámicas de las substancias a través de las superficies. Su posterior y más importante publicación fue el Equilibrio (en dos partes, 1876 y 1878). En esta monumental, densamente tejida publicación de 300 páginas, el primer principio de la termodinámica, el segundo principio de la termodinámica y la relación termodinámica fundamental se aplican a la predicación y la cuantificación de las tendencias de reacción termodinámicas en cualquier sistema termodinámico en un lenguaje gráfico tridimensional de cálculos lagrangianos y cambios de estado, entre otros. Como señala Châtelier, fundó un nuevo departamento de la ciencia química que se volvía comparable en importancia con la creada por Antoine Lavoisier.
El Equilibrio es considerado uno de los mayores logros de la ciencia física en el siglo XIX y uno de los fundamentos de la ciencia de la fisicoquímica. En estas publicaciones, Gibbs aplicó la termodinámica a la interpretación de los fenómenos fisicoquímicos y mostró la explicación y la interrelación de lo que se había conocido sólo como hechos aislados e inexplicables.
Sus publicaciones sobre equilibrios heterogéneos incluyeron:
- Algunos conceptos de potencial químico.
- Algunos conceptos de energía libre.
- Un ideal de ensamble estadístico gibbsiano (fundamento del campo de la física estadística).
- Una regla de las fases.

## Teoría del equilibrio
La comprensión de las leyes que gobiernan cualquier sistema material es facilitada en gran medida al considerar la energía y la entropía del sistema en los diferentes estados de los que sea capaz. Como la diferencia de los valores de la energía para cualesquiera dos estados representa la cantidad combinada de trabajo y calor recibida o producida por el sistema cuando se trae de un estado a otro, y la diferencia de entropía es el límite de todos los valores posibles de la integral {\displaystyle \int {\frac {\delta Q}{T}}} en la cual {\displaystyle \delta Q} representa el elemento de calor recibido de fuentes externas y {\displaystyle T} es la temperatura de la parte del sistema que lo recibe; los distintos valores de la energía y la entropía caracterizan en todo lo que es esencial el efecto producible por el sistema al pasar de un estado a otro. Para artefactos mecánicos y termodinámicos, teóricamente perfectos, cualquier provisión de trabajo y calor puede transformarse en cualquier otro que no difiera de sí, ya sea en la cantidad de trabajo y el calor en su conjunto o en el valor de la integral.
Pero no es sólo con respecto a las relaciones exteriores de un sistema que su energía y entropía son de una importancia predominante. En el caso de los sistemas mecánicos simples, como los descritos en la física teórica, que son capaces de un solo tipo de acción sobre los sistemas externos, a saber, la realización de un trabajo mecánico, la función que expresa la capacidad del sistema de este tipo de acción también desempeña el papel principal en la teoría del equilibrio. La condición de equilibrio es que la variación de esta función desaparecerá, por lo que en un sistema termodinámico, tal como todos los sistemas materiales lo son, que es capaz de dos tipos diferentes de acción en los sistemas externos, las dos funciones que expresan las capacidades dobles del sistema se permiten un criterio casi igual de sencillo para el equilibrio.